# ツルコケモモ
ツルコケモモ（蔓苔桃、学名：Vaccinium oxycoccos）はツツジ科スノキ属ツルコケモモ亜属の常緑小低木。
長万部・幌別・斜里の北海道アイヌはカタㇺ（アイヌ語: katam）、美幌の北海道アイヌはカタㇺカウレㇷ゚（アイヌ語: katamka-urep）と呼ぶ一方、樺太アイヌはフトゥレㇸ（樺太アイヌ語: hutureh）と呼称し、食用に用いられた。

## 特徴
茎は細く、長さ20cmくらいになり、まばらに分枝する。葉は無柄で茎に互生し、形は卵状長楕円形または狭卵形で、葉身の長さ5-15mm、幅2-5mm。葉の先端は尖り、縁は全縁でやや裏面側にまくれ、裏面はやや粉白色になる。
花期は7月。前年の枝先にできた花芽から短毛が密にはえた1-4本の花柄をだして、その先端に下向の淡紅色の花を1個ずつ咲かせる。花冠は4裂し、裂片は長さ7-9mmで、カタクリのように背面に反り返る。
果期は9-10月。果実は漿果となり、径1cmほどの球形で赤色に熟し、クランベリーとして食用にされる。

## 分布と生育環境
日本では、北海道、本州の中部地方以北に分布し、寒地の高層湿原でミズゴケ類の中に自生する。世界では、北ヨーロッパ、北アジア、北アメリカ北部など、北半球の寒い地域に広く分布する。

## ギャラリー
- 花冠は4裂し、背面に反り返る。
- 果実 2010年9月